# Soon-Yi Previn
Soon-Yi Previn (Szuvon, 1970. október 8. –) Mia Farrow színésznő és André Previn zenész fogadott lánya, Woody Allen filmrendező felesége. Previn és Allen kapcsolata 1992-ben vált ismertté.

## Fiatalkora és tanulmánya
Soon-Yi Previn (eredeti nevén O Szunhi (Oh Soon-Hee)) Dél-Koreában született. Szöulban találtak rá 1976. február 12-én, elhagyott gyermekként. Ideiglenesen a Maria's House-ban, egy helyi gyermekotthonban helyezték el, amíg igyekeztek azonosítani és felkutatni szüleit és rokonait. Amikor a keresés nem járt sikerrel, a Szent Pál Árvaházba helyezték át. A szöuli családjogi bíróság 1976. december 28-án családregiszert (hodzsok tungbon (hojeok deungbon), 호적등본) állított ki a részére, 1970. október 8-i feltételezett születési dátummal. Az örökbefogadásakor végzett csontvizsgálat öt és hét év közé tette a korát. Previn elmondta, hogy kisgyermekként Szöul utcáin kóborolt, éhezett és kukázott.
Soon-Yi örökbefogadásának idején az amerikai törvények családonként két vízumot engedélyeztek nemzetközi örökbefogadásra. Mia Farrow megkérte barátait, Rose és William Styront, hogy kérjék meg Michael Harrington amerikai képviselőt, kezdeményezzen képviselői magánindítványt, amely lehetővé tenné az örökbefogadást az Amerikai Egyesült Államokba. Ez a törvényjavaslat, a HR 1552, 1978. május 15-én 95-37-es számú magánjogi törvény lett, és ezzel Soon-Yi számára megnyitotta az utat az Egyesült Államokba való bevándorláshoz. 1978-ban Farrow és akkori férje, André Previn örökbe fogadták Soon-Yit, és az Egyesült Államokba költöztették. Közvetlenül az örökbefogadás után Farrow ezt írta Nancy Sinatrának Soon-Yi-ről: „Most már beszél angolul, és olvasni, írni, zongorázni, balettozni és lovagolni tanul”. Farrow később elmondta, hogy örökbefogadásakor Soon-Yi nem beszélt semmilyen ismert nyelvet, és tanulási zavarral küszködött. Rose Styron Soon-Yi keresztanyja.
1979-ben Farrow házassága André Previnnel véget ért, és hosszú távú kapcsolatot kezdett Woody Allennel. Allen később örökbe fogadta Farrow két örökbefogadott gyermekét: Dylan Farrow-t (Eliza néven is ismert) és Moses Farrow-t. Mia Farrow 1987-ben életet adott Ronan Farrownak.
Previn 1991-ben végzett a New York-i Marymount Schoolban. Miután egy nyáron eladónőként dolgozott a Bergdorf Goodmannál, 1991 szeptemberében a New Jersey állambeli Madisonban található Drew University elsőéves hallgatójaként kezdte meg tanulmányait.
Previn a Drew Egyetemen végzett, majd a Columbia Egyetemen szerzett mesterdiplomát különleges nevelési igényűekkel foglalkozó pedagógia szakon.
Tizenéves korában szerepelt Allen Hannah és nővérei (1986) című filmjében, amelyben Farrow is szerepelt. Statisztaként feltűnt Paul Mazursky 1991-es, Allen főszereplésével készült Jelenetek egy áruházból című filmjében. Allen mellett játszott a Wild Man Blues (1997) című dokumentumfilmben is.
1992-ben Previn azt mondta, hogy Farrow fizikailag bántalmazta őt. 2018-ban Previn testvére, Moses Farrow azt nyilatkozta, Farrow őt is fizikailag bántalmazta.